# ДОТ № 179 (КиУР)

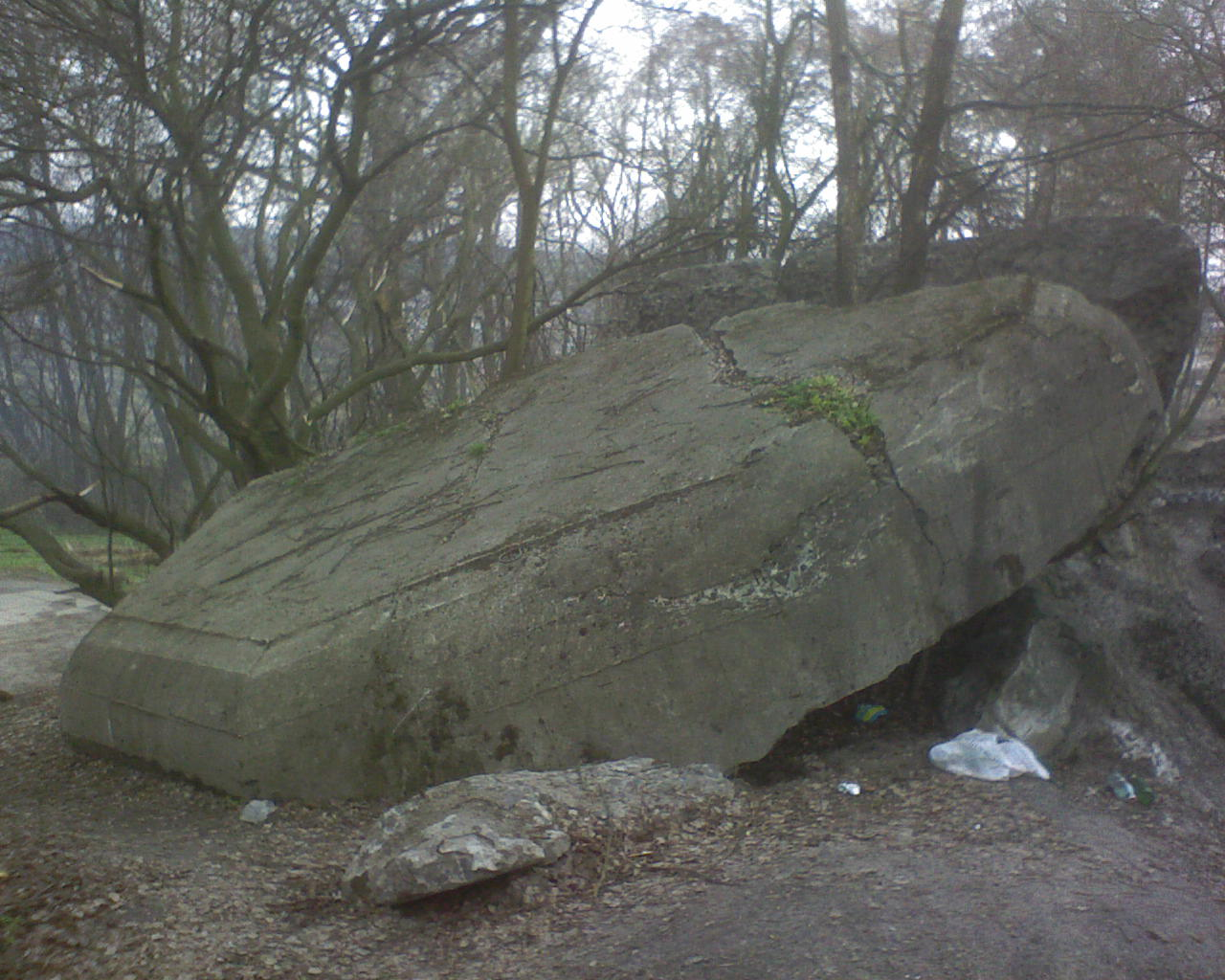
Зруйнований каземат ДОТ № 179

50°19′55″ пн. ш. 30°23′51″ сх. д. / 50.33194° пн. ш. 30.39750° сх. д.
ДОТ № 179 — довготривала оборонна точка, що розташована на околиці села Віта-Поштова і входила до складу першої лінії оборони київського укріпленого району.

## Історія будівництва

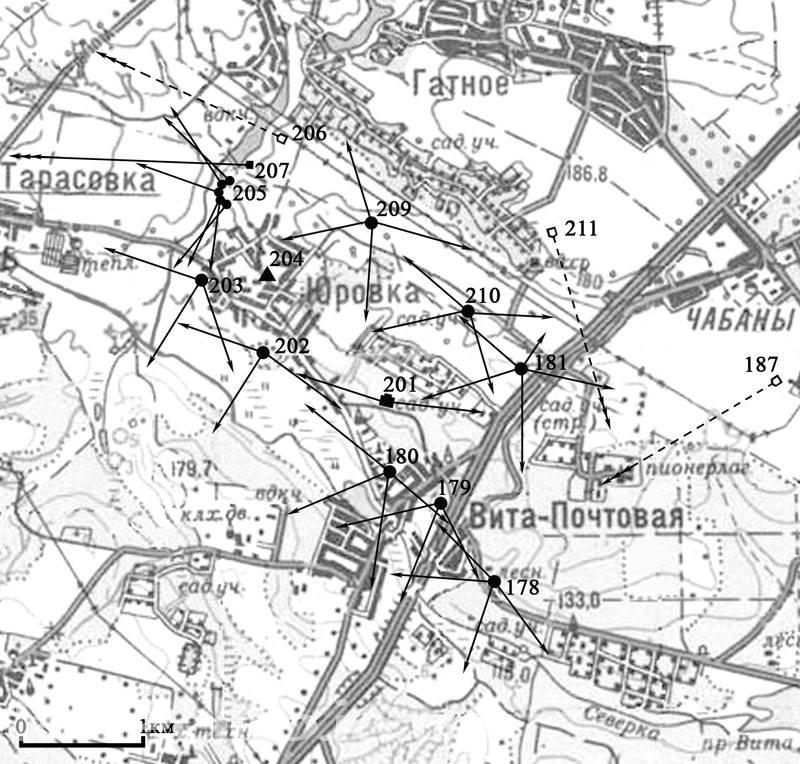
ДОТ № 179 у системі оборони 6-го БРО

ДОТ № 179 побудований у 1930-ті роки за індивідуальним проєктом, це так звана «мінна група» (або «міна» чи «вогнева група»), одна з чотирьох на території КиУР. ДОТ вбудовано в пагорб стародавнього городища, він складається з одного трьохамбразурного каземата та спостережного пункту (СП). Каземат та СП сполучені між собою підземними галереями-потернами, протяжність яких становить близько 230 метрів. У підземних ходах обладнано приміщення для відпочинку особового складу (35 особи), склади для продовольства та боєприпасів. ДОТ не мав укриття для так званого змінного особового складу, тобто піхотного підрозділу для проведення контратак на поверхні біля самої оборонної споруди. ДОТ № 179 мав спеціальне протихімічне приміщення і тому належить до фортифікаційних споруд типу «Б». Його клас стійкості «М1». Тобто споруда могла витримати одне влучання 203-мм гаубиці у свій каземат.
«Мінна група» прикривала своїм вогнем шосе на Васильків. Об'єм її підземної частини занадто великий у порівнянні з одним єдиним бойовим казематом. За думкою дослідників на початку 1930-х років, коли дана споруда проєктувалася, ще не існувало досвіду з бойового використання подібних ДОТ. Тому «міну» можна вважати експериментальною.

## Служба
Ця фортифікаційна споруда брала участь у Німецько-радянській війні та організаційно входила до складу 6-го батальйонного району оборони (БРО) КиУРа, що прикривав відрізок шляху Віта-Поштова — Юрівка. Під час першого генерального штурму КиУРа, що розпочав 29-й армійський корпус німців 4 серпня 1941 року, ДОТ мав бойовий контакт з супротивником з перших хвилин ворожого наступу. Тоді ж «мінну групу» було знищено. Під час фази позиційної війни у серпні-вересні 1941 року руїни ДОТ знаходилися у ближньому німецькому тилу.

## Сьогодення
Потерни ДОТ № 179 вціліли. Після війни на пагорбі споруди встановлено обеліски та пам'ятні знаки на честь захисників Києва.

## Галерея

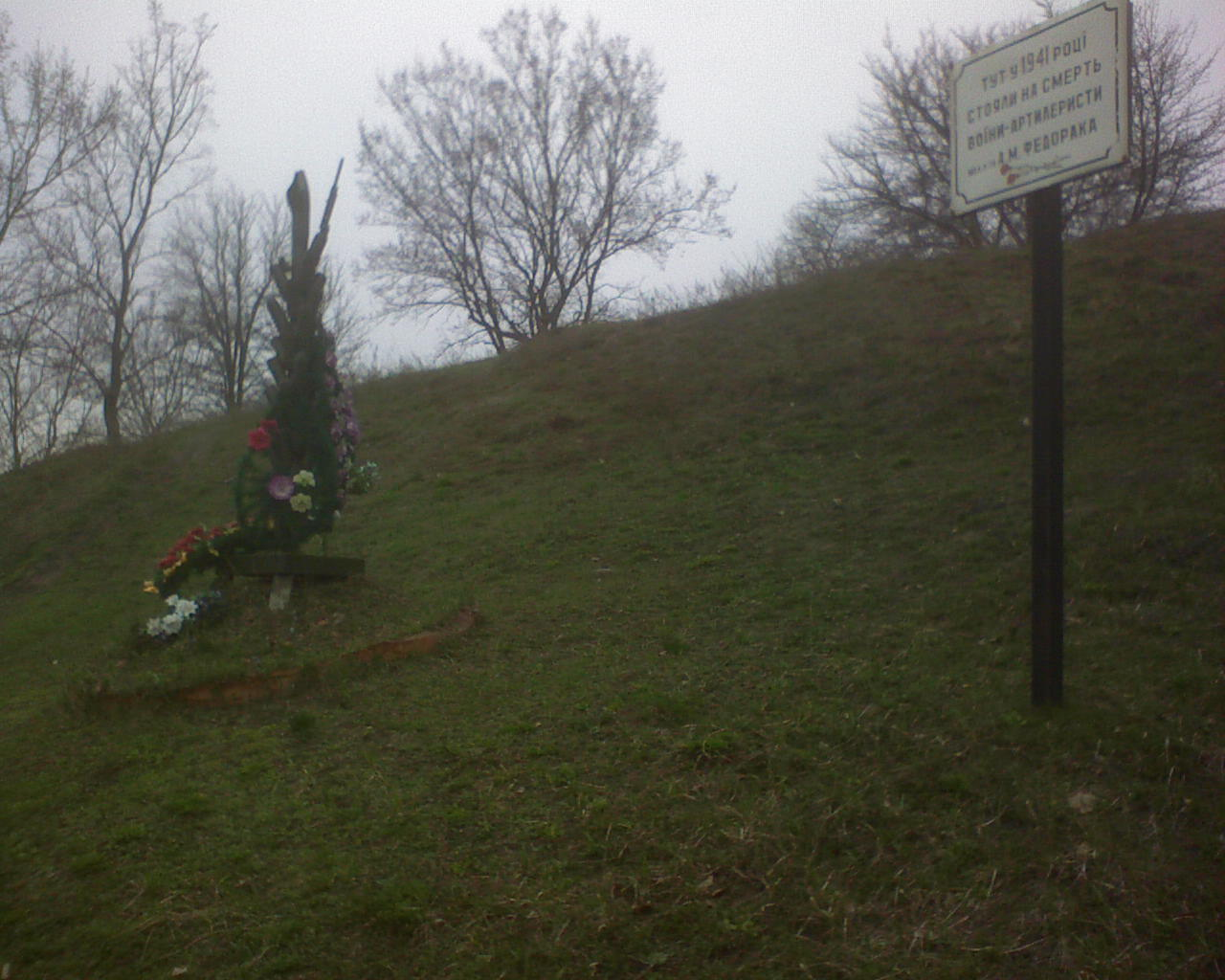
Пам'ятний знак на честь захисників Києва.
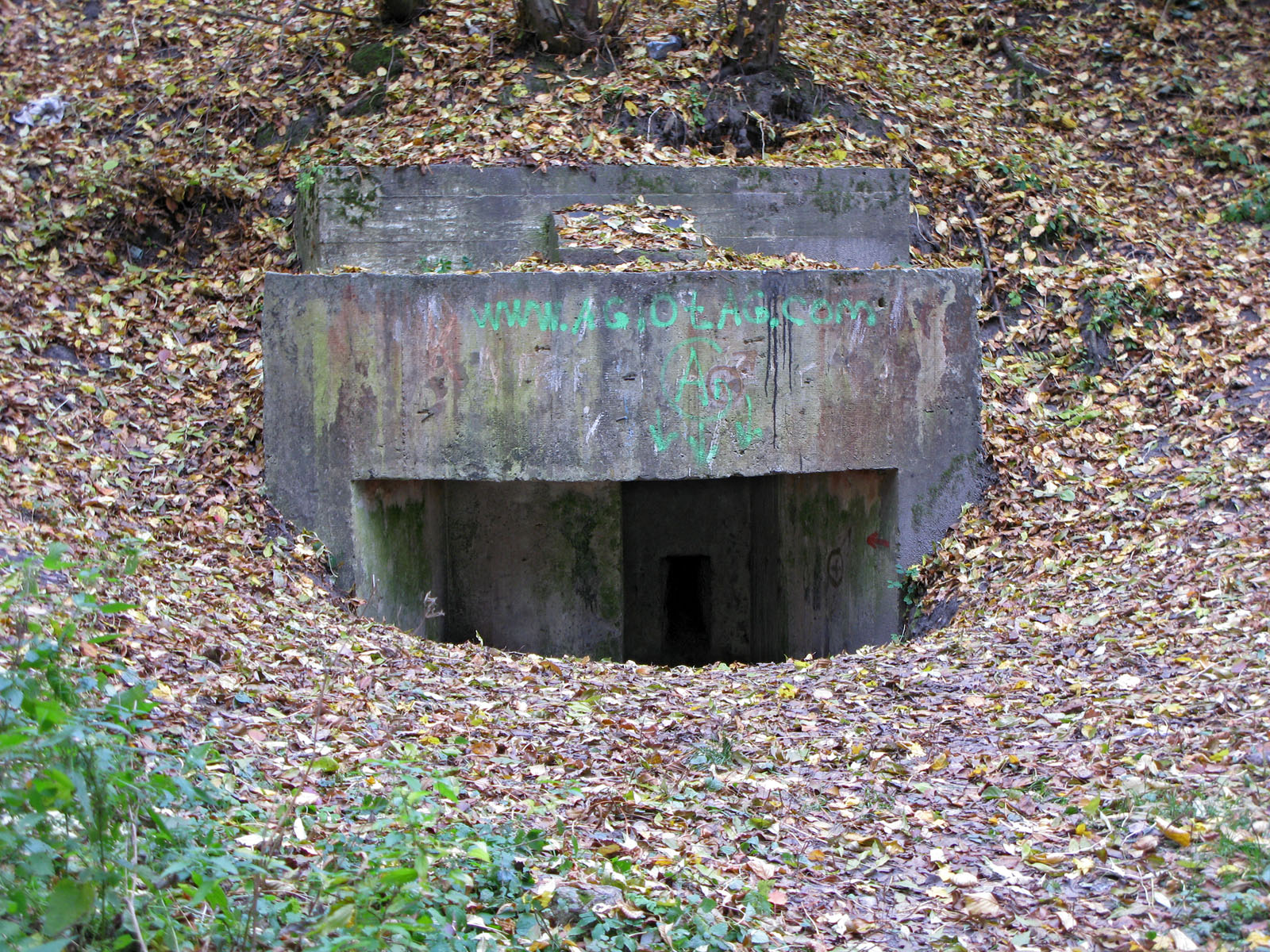
Вхід до «міни».